# クロスオーバーレブ!
『クロスオーバーレブ！』（英語表記:Cross Over Rev）は、山口かつみによる日本の漫画作品。ウェブコミック誌『マンガクロス』（秋田書店）にて、2019年3月14日より連載開始。山口かつみの過去作『オーバーレブ!』の10年後を描いた作品であり、同作の登場人物も数多く登場する。

## あらすじ
福岡県福岡市に住む鈴科萌兎は、今時の若者には珍しく自動車に大きな興味を持ち、「走ること」に生きがいを感じる女子高生。母とその悪友たちの教えや、世界ラリー選手権に出場していた女性ドライバー・志濃涼子の走りに魅了された萌兎は、念願の運転免許を取得して初ドライブに出かけたその日、日本に10年ぶりに帰国していた涼子や、その友人の片山愛香と出会い、改めて「走ること」「生きること」の素晴らしさに目覚めていく。

## 登場人物とその愛車

### 主要人物
鈴科 萌兎（すずしな もと）/ モト
搭乗車種：E-JA4 ホンダ・トゥデイ
本作の主人公。並外れた動体視力と身体能力、そして度胸を併せ持ち、マウンテンバイクのレースで活躍した実績がある。それに目をつけた母の悪友たちの教えにより、免許取得以前に軽トラックで運転の訓練をさせられ、ドリフトを習得するまでに運転技術を身に付けさせられている。それ以前に、母にクルマの素晴らしさを説かれたことや、テレビで見た涼子のWRCでの走りに魅了されたことも相まって、自動車に大きな興味を持っていた。
免許取得の記念として、元々父親が乗っていたトゥデイ（実在の車両を作中に登場させている。製作はアニキエンヂニアリングとされている）をプレゼントされ、初ドライブに出かけたその日に涼子、アイカと運命的な出会いを果たす。
涼子とは血縁関係にあり、モトは涼子の従姪にあたる。
志濃 涼子（しの りょうこ）
搭乗車種：E-PG6SA マツダ・AZ-1
『オーバーレブ!』の主人公。10年前からスバルの援助を受け、育成プロドライバーとしてWRC（世界ラリー選手権）に出場していたが、スバルのWRC撤退に伴って支援を打ち切られる。その後はプライベーターとしてヨーロッパで行われる様々なレースに出場していたが、資金難のためレース継続が困難になったのを機に、10年ぶりに日本に帰国した。再び日本で走るため、旧友の麻生拓郎に預けていたかつての愛車であるAW11型トヨタ・MR2を取りに行くが、行方不明になっていることを知らされ、それを探す道中で九州に立ち寄り、モトに出会う。AZ-1は拓郎の経営する中古車店から、AW11が見つかるまでの代車として貸与されたものであり、AW11を小型化したようなクルマであることから「ジュニア」という愛称で呼んでいる。
主人公のモトの従叔母にあたり、モトの母・りんが亡くなった後は、彼女に代わってモトの保護者となるため、モトの家に定住することを決断する。
片山 愛香（かたやま あいか）/ アイカ
搭乗車種：EG6 ホンダ・シビック  SiR（ノーマルルーフ仕様）
涼子の友人で走り屋仲間。九州の整備工場で働きつつ走り続けており、10年ぶりに帰国した涼子や、旧友のサワコやサリ、そしてモトと出会う。
森田 佐和子（もりた さわこ）/ サワコ
搭乗車種：Z34 日産・フェアレディZ NISMO
s14 日産・シルビア ks 後期
涼子の友人で、元々はランジェリーパブのホステスだったが、現在は動画サイト「NEWTUBE」の動画投稿者としてトップクラスの人気を集めている。アイカに会うため、涼子、サリと合流して福岡を訪れる。
橘 沙璃（たちばな さり）/ サリ
登場車種：プジョー・106 Rallye
涼子の友人。涼子やアイカ、サワコに内緒で結婚したが既に離婚しており、結婚はもう懲り懲りと語っている。
元旦那は原嶽光郎。福岡を訪れた時点ではサワコのZ34に同乗していたため、クルマを所有しているかは不明だったが、コミックス第6巻のキャラ紹介にて一応、プジョー・106に乗っている事が分かった。

### モトの関係者
麻比奈 栞（あさひな しおり）
モトが通う高校の同級生で、大富豪の令嬢。自動車教習所でモトの運転を見たことをきっかけに、彼女とクルマに興味を持ち友達になるが、お嬢様気質なためかモトと初めて会った際に「ガソリン代を全額負担するので友達になってほしい」と持ちかけるなど、何事も金銭と交換しようとする悪癖がある。容姿端麗で高校生の傍らモデル業もしている。
鈴科 りん（すずしな りん）
モトの母親。モトにクルマの素晴らしさを説き、彼女が自動車に興味を持つきっかけとなった人物。モトが物心付く前の15年前に、夫・雲太郎に失踪されたが、それ以降女手ひとつでモトを育て上げた。現在は食堂を経営しているが、若かりしころは伝説のヤンキーとして恐れられていた。
涼子とは従姉妹の関係だが、涼子が幼少の頃に会った後に疎遠になったためほとんど面識は無い。
末期の肝臓癌を患っていたが、手術や化学療法も受けずに緩和ケアで症状を抑え、あたかも健康であるかのように振る舞っていた。モトが初めてのバトルを経験してから2週間後のある夜、モトをドライブに連れて行き、父親の逸話を聞かせる。帰り道にモトと運転を代わってトゥデイの助手席に座り、そのまま眠るように息を引き取った。
鈴科 あき（すずしな あき）
りんの母親でモトの祖母。モトの良き理解者でモトを温かく見守る存在。占いに精通しており、よく当たる占いを武器に権力者からの信頼を得ている、町内の実力者。
旧姓は志濃で涼子の父親の実姉であり、涼子の伯母にあたる。
助丸（すけまる）、陸（りく）、清太（せいた）
自動車整備工場で働くりんの悪友。軽トラックの改造車でサンデーレースに出場しており、いつか自分たちのクルマでトップに立つためと称して、りんに内緒でモトのドライビングテクニックを鍛えていた。トゥデイを保管していたのも彼らであり、「トゥ」がうまく発音できないのか故意かは不明だが、トゥデイを「ツデー」と呼ぶ。
寺崎 シュウ（てらさき シュウ）
通称テラくん。モトの隣家に住む引きこもりの大学生。
鈴科 雲太郎（すずしな くもたろう）
モトの父親。15年前にトゥデイを残して失踪し、現在は行方不明。
行方不明になる前は、軽自動車でどんな車にも勝利する伝説の走り屋として知られ、茜色のトゥデイを駆ることから『マダーレッド（茜色）のトゥデイ』と呼ばれていた。この異名は「トゥデイに勝てなかった以上、走り屋として殺されたも同然」という当時の走り屋たちの嘆きを込めて、マダーレッドの「マダー」を、殺人者を意味する「マーダー（Murder）」になぞらえたダブルミーニングとなっている。
手嶌（てしま）
栞の家に仕える運転手で、ベントレー・フライング・スパーを運転し栞を送迎している。かつてはスズキ・アルトワークスを駆る「アルトのテシモ」と呼ばれた走り屋で、峠道の下りでR32スカイラインGT-Rをテール・トゥ・ノーズで追い回したなどの逸話と優れた腕前を持つ。モトにFF車でのドリフトを伝授したり、状況を的確に解説したりとその腕前は未だ衰えていない。

### 涼子の関係者
赤岡（あかおか）
フルネーム不詳。涼子がかつて勤務していた自動車解体工場「赤岡自動車」の元代表。涼子がプロデビューする際に一緒にヨーロッパに渡ったが、体調不良のため帰国。その後、赤岡自動車を廃業し、拓郎が預かっていた涼子のAW11を無断で持ち去り、音信不通になってしまったとされる。
麻生 拓郎（あそう たくろう）
涼子の走り屋仲間で、スタートダッシュと直線での踏みっぷりだけが取り柄だったことから、自称・他称両方で「褐色の弾丸」の異名を取っていた青年。現在は走り屋を休止し、祖父の経営していた中古車販売店を継ぎ、スポーツカーの販売に力を入れている。涼子が海外に旅立つ際にAW11を預かったが、涼子より先に帰国した赤岡に持ち去られてしまっていた。その詫び代わりにAZ-1を提供すると共に、走り屋としての復活を考えるようになる。今はs15に乗っており、久々に峠バトルをした。『オーバーレブ!』時代から走りの技術が上達しており、相手にワザとスピンさせ止められるほど。
武内トオル（たけうち トオル）
涼子の幼なじみ。そして当時の面影とは裏腹に恰幅が良くなった。かなりの金持ちになり、弾丸に涼子のJrの車両価格とサーキット代を振り込んでいた。愛車はアウディR8。

## 書誌情報
- 山口かつみ『クロスオーバーレブ！』秋田書店〈ヤングチャンピオンコミックス〉、既刊15巻（2025年7月18日現在）
  1. 2019年8月20日発売[2][3]、ISBN 978-4-253-14164-2
  2. 2020年3月25日発売[4]、ISBN 978-4-253-14165-9
  3. 2020年7月20日発売[5]、ISBN 978-4-253-14166-6
  4. 2020年9月17日発売[6]、ISBN 978-4-253-14167-3
  5. 2021年3月18日発売[7]、ISBN 978-4-253-14168-0
  6. 2021年8月19日発売[8]、ISBN 978-4-253-14169-7
  7. 2022年4月20日発売[9]、ISBN 978-4-253-14170-3
  8. 2022年10月20日発売[10]、ISBN 978-4-253-14199-4
  9. 2023年4月20日発売[11]、ISBN 978-4-253-14206-9
  10. 2023年10月19日発売[12]、ISBN 978-4-253-14208-3
  11. 2024年4月18日発売[13]、ISBN 978-4-253-31201-1
  12. 2024年6月19日発売[14]、ISBN 978-4-253-31202-8
  13. 2024年12月19日発売[15]、ISBN 978-4-253-31203-5
  14. 2025年5月20日発売[16]、ISBN 978-4-253-31204-2
  15. 2025年7月18日発売[17]、ISBN 978-4-253-31205-9